# Јаншки Врх
Јаншки Врх (словен. Janški Vrh) је насељено место у општини Мајшперк, Подравска регија, Словенија.

## Историја
До територијалне реорганизације у Словенији био је у саставу старе општине Птуј.

## Становништво
У попису становништва из 2011. године, Јаншки Врх је имао 52 становника.
| Број становника према пописима | Број становника према пописима | Број становника према пописима |
| ------------------------------ | ------------------------------ | ------------------------------ |
| 1991                           | 2002                           | 2011                           |
| 79                             | 61                             | 52                             |

Напомена: Године 1999. умањено за део насеља који је припојен насељу Болечка вас.